# Barbacou noir
Monasa atra
Espèce
Statut de conservation UICN

 LC  : Préoccupation mineure
Le Barbacou noir (Monasa atra) est une espèce d'oiseaux de la famille des bucconidés (ou Bucconidae).